# 君の手を
「君の手を」（きみのてを）は、2018年7月25日にJVCケンウッド・ビクターエンタテインメント（現・ビクターエンタテインメント〈二代目〉）より発売された橋幸夫の181枚目のシングルで、林よしことのデュエット曲である。12cmシングルCD（VICL-37395）形式で発売された。

## 概要
- 2018年は、1960年7月に「潮来笠」でデビューした橋にとっで59年目にあたる。
- 本楽曲は林よしことのデュエット曲で、吉永小百合、三沢あけみ、金沢明子、山中みゆき、西川峰子、リバスター時代には安倍里葎子やステファニーなど多くのの女性歌手とデュエット曲を発表した橋だが、1987年10月のステファニーとの共演による「スターダスト上海」以降は女性とのデュエット曲は発表しておらず、31年ぶりのデュエット曲となる。
- 共演の林よしこは、1994年に島津ゆたかとのデュエット曲「いい男！いい女！」でデビューし、地元・関西を中心に活動中で、今回初共演となる。きっかけは、2017年11月の「ビクター歌謡フェスティバル」（大阪新歌舞伎座）で、橋の大ヒット曲のひとつで日本有線大賞特別賞を受賞した「今夜は離さない」をともに歌唱し高評価であったことで、ここから新曲制作の話が持ち上がったとされている。
- 本楽曲は、橋が「潮来笠」でデビューした1960年をテーマとしており、60年代を彷彿とさせるオールディーズ風の軽快なポップスに仕上がっている。またジャケットには1960年アメリカ生まれのダッジ・ダート後継車を使用し、二人の衣装も同様である。[2]
- 橋は本楽曲について「（現在は）社会や家族、大切なもの壊れる寸前のように思える。こんな時代に、歌の力で何ができるか試してみたかった。デュエット曲って相手がいなきゃ始まらないのがいいんだ。.....単なるラブソングでなく思いやりの歌」としている[3]。
- 作詞の田中初乃、作・編曲の井上ヨシマサとも初共演で、「（まもなく）60周年で、60年前に戻るなら、そのきっかけを作る仕事は新しい作家とやりたかった」としてる。年齢もかなり離れている井上については「ポップスでいい仕事をさんざんやってきた人だけど、昔の歌謡曲のことも本当によくわかっている人」と評している[3]。
- c/wの「サンシャイン」は、作詞、作・編曲とも「君の手を」同様田中花乃、井上ヨシマサによる楽曲で、ザ・ベンチャーズからザ・ビーチ・ボーイズにと受け継がれていたたサーフ・ミュージック風の仕上がりとなっている。

## 収録曲
1. 君の手を
作詞：田中花乃、作・編曲：井上ヨシマサ
2. サンシャイン 
作詞：田中花乃、作・編曲：井上ヨシマサ
3. 君の手を（オリジナル・カラオケ）
4. サンシャイン（オリジナル・カラオケ）
5. 君の手を（オリジナル・カラオケ/デュエット with 橋幸夫）

## 収録アルバム
『60周年記念デュエットベスト〜星よりひそかに 雨よりやさしく〜』（VICL-65207）

## 共演
林よしこ
- 同時発売された林よしこ盤（ビクターエンタテインメント VICL-37396）のカップリング曲は、「さよならだけが言えない」（作詞：松井五郎、作曲：水島康宏、編曲：矢田部正）、「さよならだけが言えない」（オリジナル・カラオケ）、「君の手を」（オリジナル・カラオケ/デュエット with 林よしこ）が収録されている。